# Польський коник
Польський коник (пол. konik polski, konik biłgorajski) — маленький напівдикий кінь, що походить із Польщі. Польське слово konik (множина koniki) — це зменшувальна форма слова «кінь». Однак назва «коник» використовується для позначення певних конкретних порід. Коник демонструє примітивні ознаки, зокрема саврасу масть і дикі відмітини.

## Характеристики
Польські коники міцно та щільно збудовані, мають маленьку голову з прямим профілем і шию, поставлену низько з грудей. Коник має глибокі груди, товсту гриву й вороно-саврасу масть, яку також розмовно називають «мишаста». Коник невисокий, починаючи від 130—140 см (12,3—13,3 хендів). Мінімальна довжина збруї 165 см, мінімальні розміри гомілкової кістки для кобили 16,5 см і 17,5 см для жеребця. Вага 350—400 кг.

## Історія

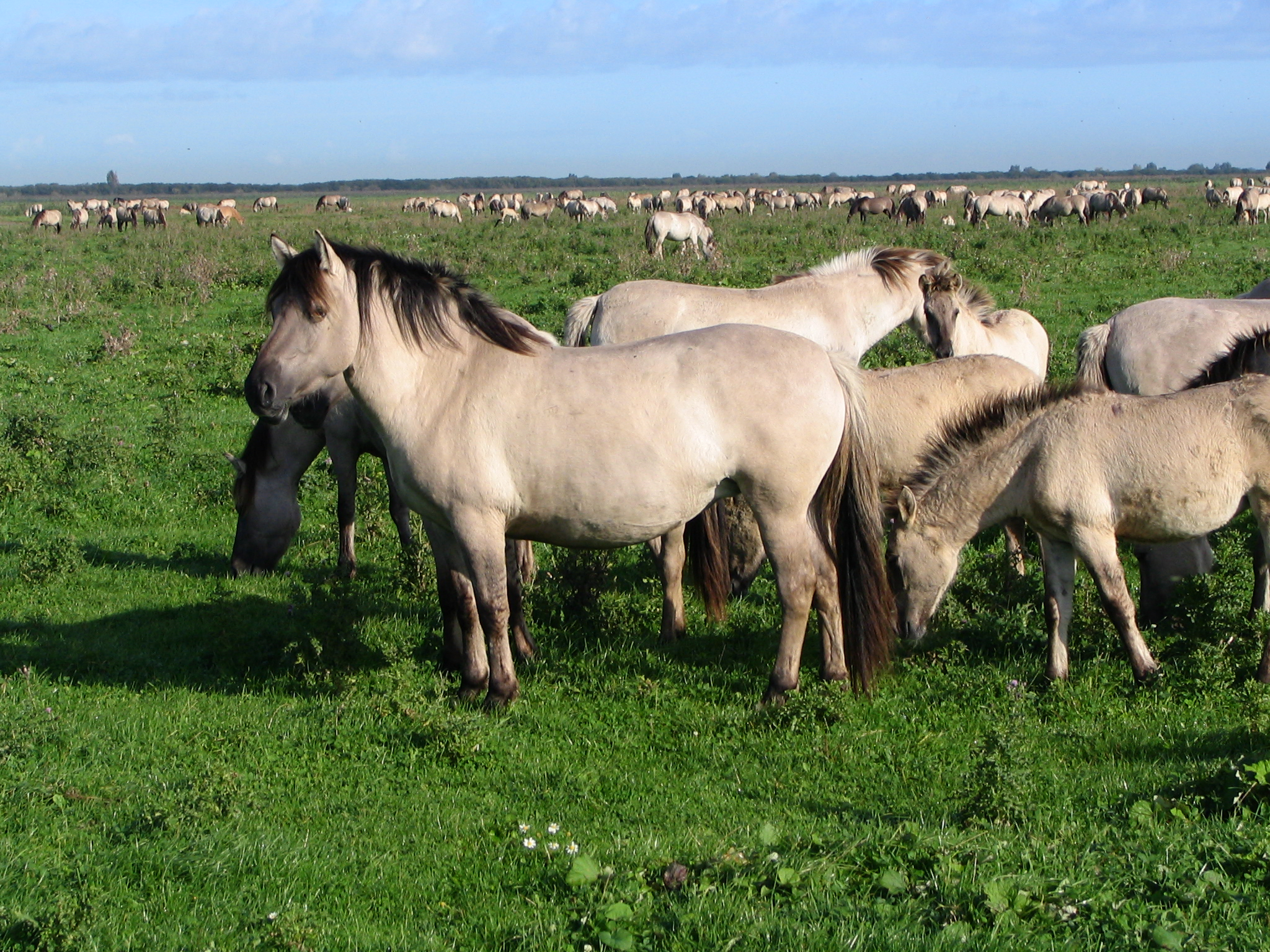
Польські коники на волі у заповіднику Оствардерсплассе

Коники походять від дуже витривалих коней із регіону Білґорай. Раніше ці коні мали переважно мишасту, кауру масть, але також — ворону й руду. Деякі дослідники стверджують, що предки цих коней були гібридами між дикими й робочими породами. Згідно з цими свідченнями, у 1806 році зоопарк у Замості, через збіднілість, роздав диких коней фермерам, тварин згодом було схрещено з місцевим робочим конем. Проте сучасні генетичні дослідження суперечать припущенню, що коник є формою східноєвропейського дикого коня (тарпана), або тісно з ним пов'язаний. Коник поділяє мітохондріальну ДНК з багатьма іншими одомашненими породами коней, а їхня Y-хромосома майже ідентична.
Під час Першої світової війни ці коні були важливими транспортними засобами для російських і німецьких військ та називалися конями Panje. У 1923 р. Тадеуш Ветулані, сільськогосподарський діяч із Кракова, почав цікавитися конями Panje, аборигенною породою Білґораю, і придумав назву «konik», яку нині затверджено як загальну назву породи. У 1920-х роках було створено кілька громадських і приватних коней-виробників для збереження цієї тварини. У 1936 році Ветулані відкрив заповідник Коник у Біловезькій пущі. Він був переконаний, що якщо коні будуть жити в природних умовах, то вони будуть повертати свій первісний фенотип. Хоча експерименти Ветулані добре відомі та широко оприлюднені, його поголів'я фактично мало лише незначний вплив на сучасну популяцію коника. Проте Друга світова війна поклала кінець проєкту «здичавіння». Його поголів'я було перенесено до Попельно (Вармінсько-Мазурське воєводство), де вони продовжували жити в напівдиких умовах. Попельно став головним дієвим господарством з розведення породи протягом 1950-х років, але табун також було збережено і купівлею коників німецькими поціновувачами коней.
Між двома світовими війнами німецькі брати Хайнц і Лутц Хек схрещували жеребців коня Пржевальського з кобилами польського коника та інших порід, таких як дюльменського поні, готландського поні, та ісландського коня, щоб створити породу, що на їх розуміння схожа  до фенотипу тарпана. Результат називається Кінь Хека. Інші селекціонери схрещували коника з англо-арабськими або чистокровними кіньми, щоб збільшити їх якість у верховому використанні.

## Центри розведення та природні заповідники

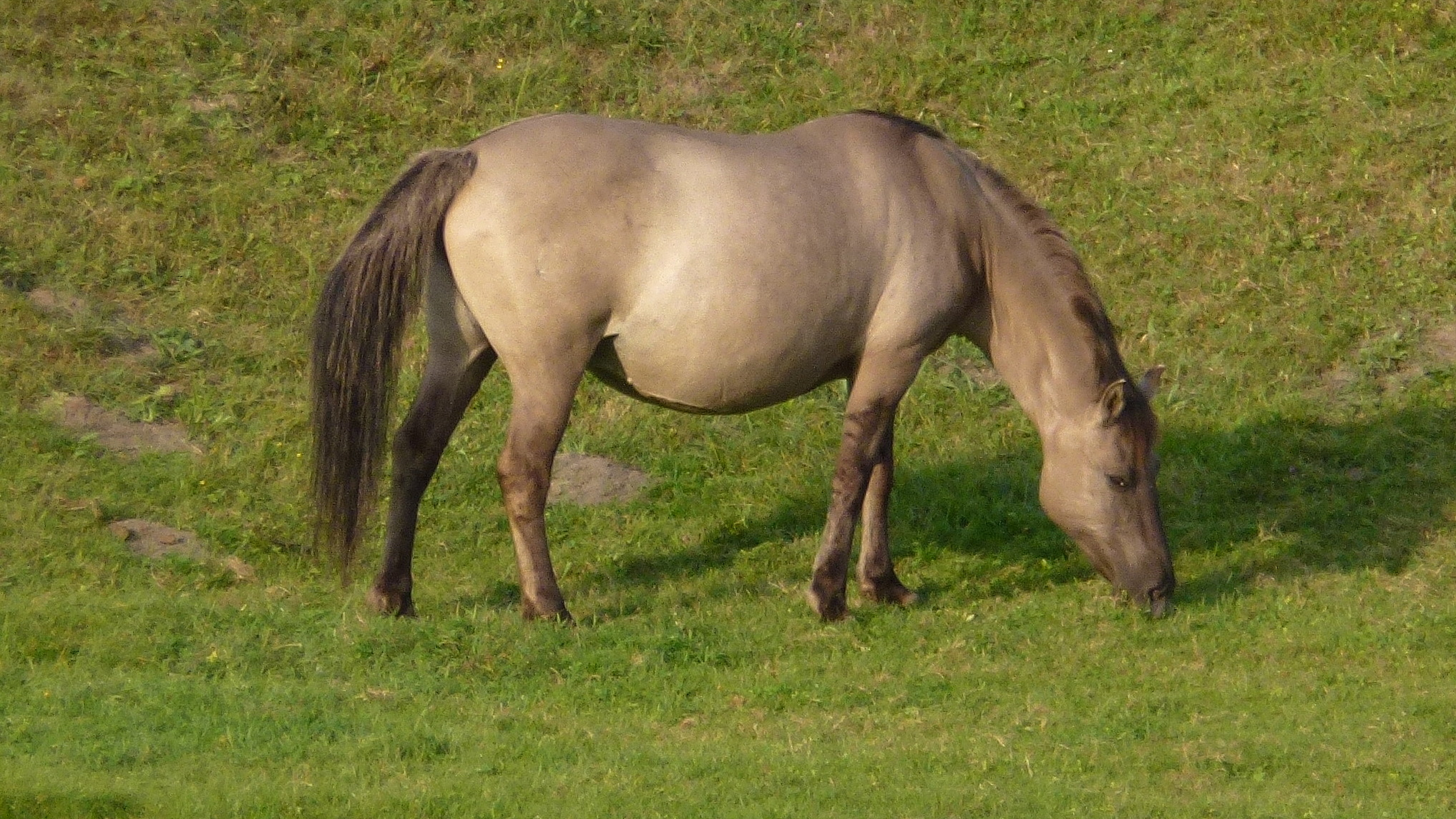
Коник в Розточанському національному парку

Коника сьогодні розводять або на фермах, або в відкритих заповідниках,  під керівництвом людей. В останні десятиліття коник виводився з більшою висотою в плечах, щоб поліпшити його цінність як робочого коня. У нього з'явився більш витончений вигляд, особливо голови. Вороні та руді коні були значною мірою виключені, але все ще з'являються в окремих випадках, як і коні з сірою мастю. Одночасне утримання коників і на фермах, і в резервах дозволило порівнювати здоров'я та поведінку тварин за різних обставин. Наприклад, хвороби копита та алергії на сіно частіше зустрічаються у коників, вирощених на фермах, ніж у резервах.
В Польщі коник нині проживає в заповідниках Попельно, Розточанському національному парку, на науковій станції Стобниця Природничого університету у Познані. Їх розводять в контрольованих умовах на фермі для розведення коней у Попельно, Серакуві. Зараз приватні селекціонери володіють 310 кобилами та 90 жеребцями; державні ферми 120 кобилами й 50 жеребцями.
Позаяк коник фенотипово нагадує зниклого тарпана, він також був введений в природні заповідники інших країн. Одним з перших став Оствардерсплассе в Нідерландах. У 1995 році табун було випущено в de Kleine Weerd, смузі землі розміром 12 гектарів (приблизно 100 кілометрів на 1 км) уздовж річки Мааз біля Маастрихту. Територія відкрита для громадськості, але людям рекомендується не підходити до коней, тому що тварини напівдикі та непередбачувані. Після успіху цієї програми, коники також були доставлені до Латвії та до Великої Британії, де вони були розміщені в заповідниках, у тому числі біля Кембриджу Національним трастом, та у графствах Кент, Саффолк, Норфолк та інших.
Думка про те, що польський коник — недавній «нащадок» європейського дикого коня, нині відкинута. Міфологізація і сприйняття зробили простого польського фермерського коня нібито розведеним «диким конем» та іконою нового управління пасовищами в європейських заповідниках.

## Польський коник в Україні

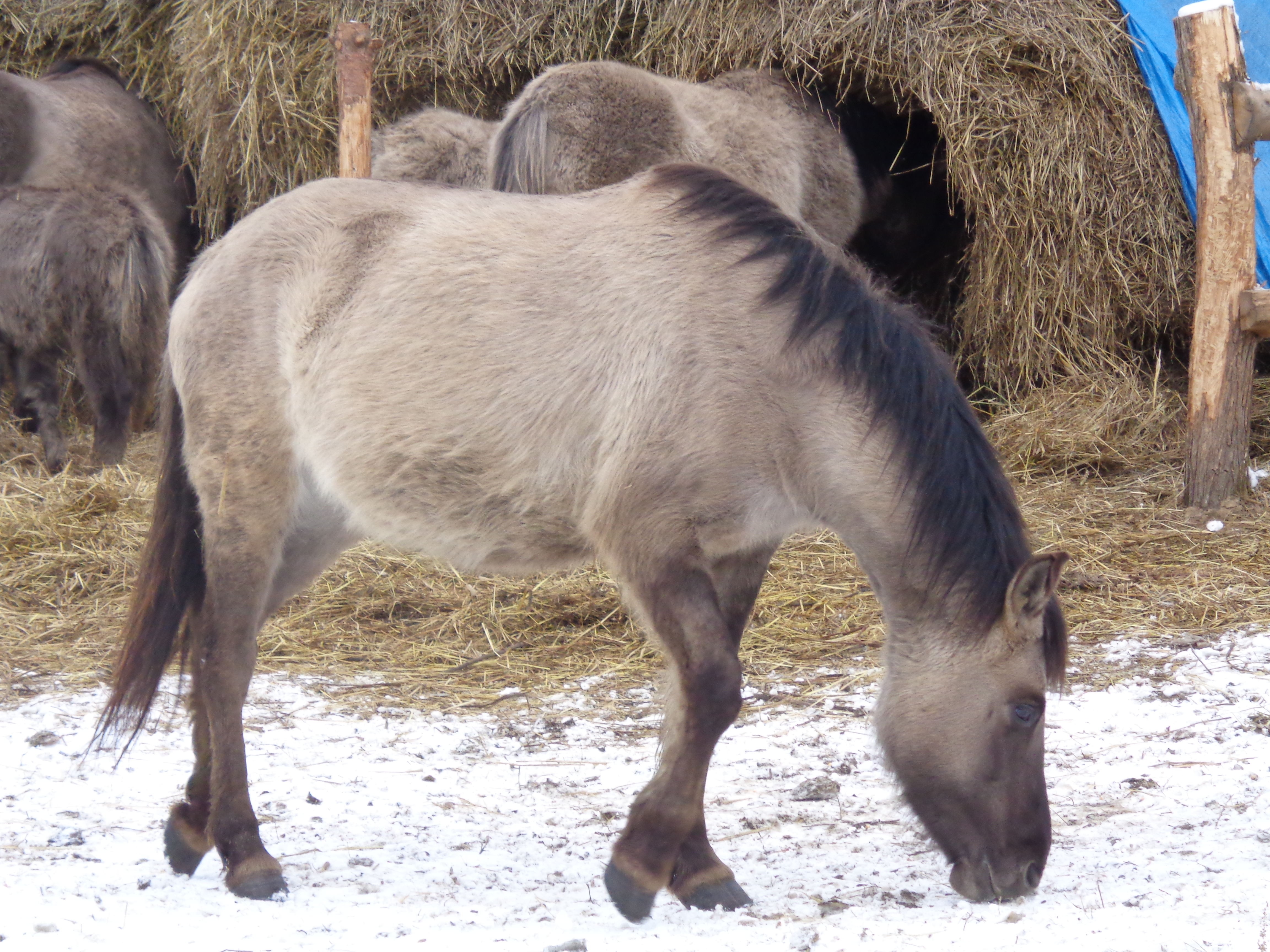
Коник в Яворівському національному парку

У Яворівському національному природному парку, в рекреаційному осередку «Оселя Розточчя» створено Центр розведення та збереження нащадків дикого коня — тарпана: цих унікальних тварин завезено із Розточанського національного природного парку. За інформацією офіційних представників парку, проєкт створення Центру розведення та збереження нащадків диких коней-тарпанів, що розробили науковці та спеціалісти Інституту Карпатського регіону Української Академії аграрних наук (Оброшино), кафедри екології та біології Львівського національного аграрного університету, а також Яворівського НПП. Мета створення Центру — збереження генофонду нащадків диких коней-тарпанів, розвиток кінного туризму, рекреації та екоосвіти у Яворівському НПП. А прикладом науково-практичного вирішення цих завдань є робота стосовно відтворення популяції нащадків диких коней-тарпанів у Розточанському народному парку, що поблизу міста Замость.
Також коників періодично завозять на територію Дельти Дунаю, де вони разом з іншими кіньми, такими як гуцулики складають популяцію місцевих здичавілих та напівдиких коней.